# 姆巴穆岛
4°15′S 15°25′E / 4.250°S 15.417°E
姆巴穆岛（法語：M’Bamou）是西非國家剛果共和國的島嶼，位於首都布拉柴維爾西北30公里的馬萊博湖中央，南面是鄰國剛果民主共和國首都金沙薩，面積約180平方公里。